# ダル・セーニョ

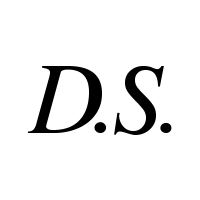
ダル・セーニョ

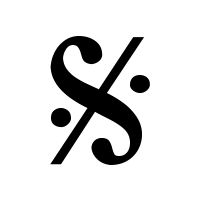
セーニョ

ダル・セーニョ（イタリア語: dal segno）はth、西洋音楽の楽譜上に「Dal Segno」ないし「D.S.」と記される演奏記号で、この記号の箇所から目印（セーニョ、）の箇所へと飛ぶことを指示する。
目印は、現代においては segno の頭文字 S を米印（※）のように見付けやすくデザインした「」の形が定着しているが、古い時代の浄書譜においては写譜家の装飾によって様々な形に書かれた。当時の目印は必ずしも決められたものではなく、無条件にそれと分かるものであれば事足りた。

## 語源・歴史
イタリア語の dal は da + il が結合したもので英語の from + the に相当する。また、segno は英語の sign （印）を意味する。これらを合わせると、dal segno ＝ from the sign、すなわち「印から」という意味になる。Dal Segno とは目印の箇所から演奏することをイタリア語で指示したものである。
クラシック音楽においては、古典派音楽の時代から徐々に、楽譜の一区間をそのまま繰り返すことを嫌い、音楽の進展をより求めるようになったため、この記号が用いられることは少なくなった。ロマン派以降は現代まで滅多に見かけることがないものであるが、ポピュラー音楽においては現在でもよく用いられる一般的な記号である。

## 用法
古い音楽の中には多く使用され、da capo（ダ・カーポ）が曲頭に戻る指示であるのに対し、曲頭ではない箇所に戻りたい時に使用される。繰り返した後は、fine（フィーネ＝end）か、もしくはフェルマータ記号が記されている箇所において曲を終えることとされる。時に、dal segno al fine と丁寧に記されている場合もある。イタリア語の al は a + il の結合型で、英語の to + the に相当するため、dal segno al fine ＝ from the sign to the end すなわち「目印（の箇所）から終わり（と書いてある箇所）まで（演奏せよ）」という意味になる。

## 特異な用例
ショパンの初期の作品である『マズルカ作品7-5』には既に、終わりのない踊りを表現する奇抜な作品が書かれている。曲頭にはが書かれ、曲尾にはあえて dal segno senza fine ＝「終わることなく目印へ（戻れ）」と記されている。当時としては誰も書いたことのない斬新な指示を作品に書いたことになるが、彼は後に『マズルカ作品68-4』でも同様の指示をし、終わりなき踊りを書き残している。
サティによる『スポーツと気晴らし（挿絵とコメント付）』の第16曲目“Le Tango”（タンゴ）においては、曲尾から曲頭へとが付せられており（曲尾から曲頭へと戻るため、本来なら da capo を指示すべきであるが、曲に「はじめ」（capo）を設けたくなくて、あえて dal segno にしたとも考えられている）、戻って繰り返しても fine がないため、永遠に繰り返され、一旦弾き始めると底なし沼のように終えることのできない恐怖の曲とされている。題の下には彼自身によってフランス語で Perpétuel （永久の）と書き込まれ、曲中の各部分には「タンゴは悪魔の踊り。悪魔のお気に入りの踊り。妻も娘も召使いも、こうやって心を冷たくする。」とコメントが書きちりばめられている。サティはショパンのマズルカを知らなかったとは断定できないため、先人の作品から着想を得た可能性も充分に考えられる。
通常は、このように終わりがない曲にならないように、特別な意図がない限りは必ず曲の終わりを示しておく必要がある。

## 文字コード
| 記号 | Unicode | JIS X 0213 | 文字参照            | 名称                     |
| ---- | ------- | ---------- | ------------------- | ------------------------ |
| 𝄉    | U+1D109 | -          | &#x1D109; &#119049; | musical symbol dal segno |
| 𝄋    | U+1D10B | -          | &#x1D10B; &#119051; | musical symbol segno     |